# Яблоновка (Закарпатская область)
Яблоновка (укр. Яблунівка) — село в Вышковской поселковой общине Хустского района Закарпатской области Украины.
Население по переписи 2001 года составляло 1451 человек. Почтовый индекс — 90458. Телефонный код — 3142. Код КОАТУУ — 2125355304.